# Carrabassett Valley
Carrabassett Valley ist eine Town im Franklin County des Bundesstaates Maine in den Vereinigten Staaten. Im Jahr 2020 lebten dort 673 Einwohner in 249 Haushalten auf einer Fläche von 201,03 km².

## Geografie
Nach dem United States Census Bureau hat Carrabassett Valley eine Gesamtfläche von 201,03 km², von denen 200,67 km² Land sind und 0,36 km² aus Gewässern bestehen.

### Geografische Lage
Carrabassett Valley liegt zentral im Osten des Franklin Countys. Der Carrabassett River fließt zunächst in östlicher, dann in südlicher Richtung durch das Gebiet der Town. Der aus der nördlich gelegenen Hügelgruppe Bigelow Range kommende Huston Brook mündet kurz vor der Siedlung Carrabassett Valley in den Carrabassett River. Es gibt nur wenige kleinere Seen in Carrabassett Valley. Der größte ist der zentral gelegene Redington Pond. Im Norden grenzt das Naturschutzgebiet Bigelow Preserve an. Carrabassett Valley im gleichnamigen Tal ist von großen Hügeln und Bergen umgeben und durchsetzt. Höchste Erhebung ist der 1295 m hohe Sugarloaf Mountain.

### Nachbargemeinden
Alle Entfernungen sind als Luftlinien zwischen den offiziellen Koordinaten der Orte aus der Volkszählung 2010 angegeben.
- Norden: Northwest Somersets, Unorganized Territory, Somerset County, 14,2 km
- Osten: Highland Plantation, Somerset County, 19,4 km
- Südosten Kingfield, 9,7 km
- Süden: East Central Franklin, Unorganized Territory, 11,1 km
- Westen: Coplin, 22,0 km
- Nordwesten: Wyman, Unorganized Territory, 9,1 km

### Stadtgliederung
In Carrabassett Valley gibt es mehrere Siedlungsgebiete: Bigelow, Black Dam (ehemalige Eisenbahnstation in Jerusalem), Carrabassett, Hammond Field (ehemalige Eisenbahnstation in Jerusalem), Records, Riverside Cottage (ehemalige Eisenbahnstation in Jerusalem) und Spring Farm (ehemalige Eisenbahnstation in Jerusalem).

### Klima
Die mittlere Durchschnittstemperatur in Carrabassett Valley liegt zwischen −12,2 °C (10° Fahrenheit) im Januar und 16,7 °C (62° Fahrenheit) im Juli. Damit ist der Ort gegenüber dem langjährigen Mittel der USA um etwa 9 Grad kühler. Die Schneefälle zwischen Oktober und Mai liegen mit bis zu zweieinhalb Metern mehr als doppelt so hoch wie die mittlere Schneehöhe in den USA; die tägliche Sonnenscheindauer liegt am unteren Rand des Wertespektrums der USA.

## Geschichte
Ursprünglich wurde das Gebiet als Township No. 4, Second Range Bingham’s Kennebec Purchase, West of Kennebec River (T4 R2 BKP WKR) geführt. Weitere Bezeichnungen waren Jerusalem Township, Sugarloaf Township, Carrabassett Plantation und Crockertown. Am 26. Oktober 1971 wurde das Gebiet unter dem Namen Carrabassett Valley als Town organisiert.
Die Town wird geprägt durch das Sugarloaf Skigebiet am Sugarloaf Mountain. Der wirtschaftliche Erfolg des größten Skigebietes in Maine führte zu einer deutlichen Zunahme der Bevölkerung. Die private Carrabassett Valley Academy ist eine Ski- und Snowboard-Akademie, die die meisten Abfahrts-Winter-Bergsportarten anbietet. Die Schule wurde 1982 gegründet.

### Einwohnerentwicklung
| Volkszählungsergebnisse – Town of Carrabassett Valley, Maine | Volkszählungsergebnisse – Town of Carrabassett Valley, Maine | Volkszählungsergebnisse – Town of Carrabassett Valley, Maine | Volkszählungsergebnisse – Town of Carrabassett Valley, Maine | Volkszählungsergebnisse – Town of Carrabassett Valley, Maine | Volkszählungsergebnisse – Town of Carrabassett Valley, Maine | Volkszählungsergebnisse – Town of Carrabassett Valley, Maine | Volkszählungsergebnisse – Town of Carrabassett Valley, Maine | Volkszählungsergebnisse – Town of Carrabassett Valley, Maine | Volkszählungsergebnisse – Town of Carrabassett Valley, Maine | Volkszählungsergebnisse – Town of Carrabassett Valley, Maine |
| Jahr                                                         | 1900                                                         | 1910                                                         | 1920                                                         | 1930                                                         | 1940                                                         | 1950                                                         | 1960                                                         | 1970                                                         | 1980                                                         | 1990                                                         |
| ------------------------------------------------------------ | ------------------------------------------------------------ | ------------------------------------------------------------ | ------------------------------------------------------------ | ------------------------------------------------------------ | ------------------------------------------------------------ | ------------------------------------------------------------ | ------------------------------------------------------------ | ------------------------------------------------------------ | ------------------------------------------------------------ | ------------------------------------------------------------ |
| Einwohner                                                    |                                                              |                                                              |                                                              |                                                              |                                                              |                                                              |                                                              |                                                              | 107                                                          | 325                                                          |
| Jahr                                                         | 2000                                                         | 2010                                                         | 2020                                                         | 2030                                                         | 2040                                                         | 2050                                                         | 2060                                                         | 2070                                                         | 2080                                                         | 2090                                                         |
| Einwohner                                                    | 399                                                          | 781                                                          | 673                                                          |                                                              |                                                              |                                                              |                                                              |                                                              |                                                              |                                                              |

## Kultur und Sehenswürdigkeiten

### Sport
Durch das Sugarloaf Skigebiet ist Carrabassett Valley ein ausgeprägter Wintersportort. Im Februar 1971 fanden im Skigebiet Weltcuprennen der Herren und der Damen statt, 1984 war es Austragungsort der alpinen Juniorenweltmeisterschaften. Zahlreiche Nor-Am-Cup-Rennen fanden ebenso wie viele US-amerikanischen Meisterschaften statt.

## Wirtschaft und Infrastruktur

### Verkehr
Die Maine State Route 27 verbindet Carrabassett Valley mit Augusta im Süden und der kanadischen Grenze im Norden. Sie folgt dem Verlauf des Carrabassett Rivers.
In der Nähe des Villages Carrabassett ist östlich des Carrabassett Rivers der Sugarloaf Regional Airport gelegen.

### Öffentliche Einrichtungen
In Carrabassett Valley gibt es keine medizinische Einrichtungen. Die nächstgelegenen befinden sich in Kingfield, Bingham und Rangeley.
Carrabassett Valley besitzt mit der Carrabassett Valley Public Library eine eigene Bücherei.

### Bildung
Die Schulbildung in Carrabassett Valley wird durch das Carrabassett Valley School Department organisiert. Es gibt in der Town keine Elementary oder High School, so dass die Kingfield Elementary School oder die Stratton Elementary School von den Schulkindern besucht werden. Als High School ist die nächstgelegene die Mt. Abram High School.
In der Town befindet sich die private Carrabassett Valley Academy, die die Schulklassen 7 und 8 anbietet.